# 卡森柏沙體育會
卡森柏沙體育會（土耳其語：Kasımpaşa Spor Kulübü，土耳其語發音：[ˈkasɯmpaʃa]）是一間位於土耳其伊斯坦堡的職業足球會，球會於1921年成立，球會現時於土耳其足球超級聯賽角逐。

## 歷史
卡森柏沙早於1921年成立，早期以「Altıntuğ」名稱出現。於1959年成功升上土耳其足球超級聯賽，並持續於超聯競逐 5 年，其中於 1961–62 球季取得第 5 位，為球會最佳成績。
此後經過 43 年後，於2007年球會再一次取得升上超聯資格，雖然往後只能一直於超聯和甲組間浮沉，但於 2012–13 球季再一次升上超聯後，於當季取得第 6 位，並藉費倫巴治和比錫達斯被歐洲足協禁止參加歐洲賽事，而首次獲得歐洲賽出賽機會。

## 外部連結
- 官方網站（页面存档备份，存于） （土耳其文）